# Unai
Unai est un prénom masculin basque, signifiant « vacher, berger [de vaches]».
Le nom apparait à Artajona en 1167 avec le nom de « Garcia Unaia ».
Selon Sabin Arana et  Koldo Eleizalde, qui publieront en espagnol "Deun-ixendegi euzkotarra", Unai et Unai-ona (Le bon Unai) signifie « le bon berger » (Buen Pastor).
Bien qu'il soit couramment utilisé aujourd'hui, pendant la dictature franquiste, le basque étant interdit, il y avait de sérieux problèmes à pouvoir le faire passer dans le registre des naissances.
En 2011, Unai était l'un des prénoms les plus donnés parmi les nouveau-nés au Pays basque.

## Personnalités
- Unai Albizua
- Unai Basurko
- Unai Elorriaga (écrivain)
- Unai Elorriaga
- Unai Emery
- Unai Etxebarria
- Unai Expósito
- Unai García
- Unai Intziarte
- Unai López
- Unai Núñez
- Unai Osa
- Unai Uribarri
- Unai Yus
- Unai Aguerre

## Prénom
- Pour l'ensemble des articles sur les personnes portant ce prénom, consulter :
  - la liste des articles dont le titre commence par ce prénom
  - les listes produites par Wikidata : Liste des personnes de prénom « Unai » — même liste en incluant les éventuels prénoms composés qui contiennent « Unai ».